# اتا فیلیپ
اُتا فیلیپ (چکی: Ota Filip; ۹ مارس ۱۹۳۰ – ۲ مارس ۲۰۱۸) رمان‌نویس و روزنامه‌نگار اهل کشور جمهوری چک بود. او به دو زبان آلمانی و چکی می‌نوشت.